# Gouvernementsrat (Deutsche Kolonien)
Der Gouvernementsrat war in den deutschen Kolonien ein beratendes Gremium.

## Geschichte
Mit der Verordnung des Reichskanzlers vom 24. Dezember 1903 wurden in den Kolonien Gouvernementsräte eingerichtet. Diese bestanden aus dem Gouverneur, der Vorsitzender des Gouvernementsrates war, sowie aus amtlichen und nichtamtlichen Mitgliedern. Die nichtamtlichen Mitglieder wurden vom Gouverneur aus den weißen Einwohnern ernannt. Ihre Zahl betrug mindestens drei und musste die der amtlichen Mitglieder übersteigen. Der Gouvernementsrat hatte insbesondere die Entwürfe der Etats und die nicht ausschließlich örtlichen Verordnungen zu beraten.
In Deutsch-Südwestafrika wurde der Gouvernementsrat in den Landesrat umgewandelt.
In Kiautschou basiert der Gouvernementsrat auf der Verordnung vom 14. März 1907. Er bestand aus dem Gouverneur und sechs Beamten oder Offizieren sowie vier Bürgerschaftsvertretern. Einer davon wurde vom Gouverneur ernennt, die anderen als Firmen-, Grundeigentümer- und Handelskammervertreter je von den betreffenden Berufskreisen gewählt.
1913 bestand der Gouvernementsrat für Deutsch-Ostafrika aus folgenden amtlichen Mitgliedern: Franz Gabriel Allmaras (Regierungs- und Baurat), Wilhelm Brandes (Regierungs- und Baurat), Hans Eggebrecht (Bezirksamtmann), Richard Fischer (Zolldirektor), Karl Häuser (Distriktskommissar), Hermann (Regierungsrat), Kraut (Hauptmann der Schutztruppe), Eugen Löhr (Bezirksamtmann), Dr. Otto Mahnke (Bezirksamtmann), Meixner (Oberstabsarzt), Dr. Edwin Niemir (Assessor), Dr. Max Nötzel (Regierungsrat), Eduard Schmid (Regierungsrat) und Dr. Wöllfel (Veterinär und Bakteriologe). Nichtamtliche Mitglieder waren Adler (Pflanzungsbesitzer), Budelmann (Pflanzungsbesitzer), Devers (Kaufmann), Klamroth (Missions-Superintendent), König (Pflanzungsbesitzer), Meinhardt (Pflanzungsbesitzer), Horst von Nostitz (Rechtsanwalt und Notar), Rohmer (Pater), Schultz (Brauereibesitzer), Steinbeck (Pflanzungsbesitzer), Vincenti (Fotograf und Maler), Wendt (Bezirksamtmann), Feilke (Administrator) und Leue (Hauptmann a. D.).
In Deutsch-Samoa ernannte Gouverneur Wilhelm Solf zunächst zwei Engländer in den aus sieben außeramtlichen Mitgliedern bestehenden Governementsrat. Die Engländer waren vor dem Samoa-Vertrag ebenfalls Kolonialmacht auf Samoa gewesen.